# Televox

Televox est une émission produite par l'armée belge. Elle est destinée à informer la population sur les activités et l'actualité de la Défense belge.